# Stäppsalvia
Stäppsalvia (Salvia nemorosa) är en art i familjen kransblommiga växter. Arten finns i stora delar av Centraleuropa och västra Asien. Den brukar oftast vara lila och har små blommor som sitter i axlika ställningar på upprätta stjälkar.
Kromosomtal 2n = 14.